# HamSphere

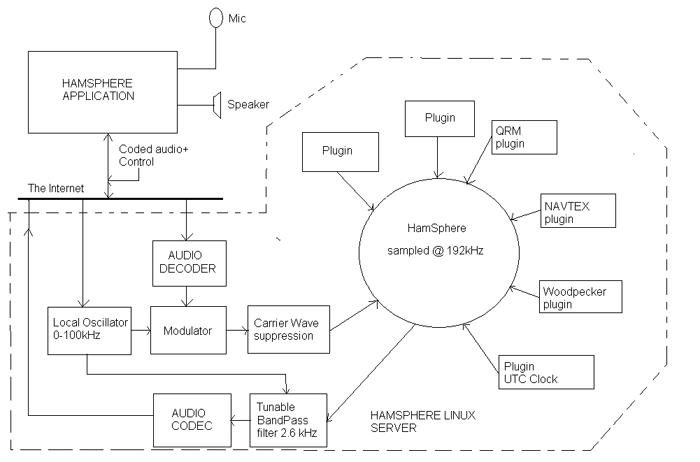
HamSphere Virtual Transceiver System

HamSphere ist ein Abonnement-basierter Internet-Service, der Amateurfunk-Kommunikation über VoIP-Verbindungen über das Internet simuliert. Der Simulator ermöglicht lizenzierten Funkamateuren, miteinander unter Verwendung einer simulierten Ionosphäre zu kommunizieren. Das Programm wurde vom zypriotischen Funkamateur Kelly Lindman (Rufzeichen 5B4AIT) gestaltet.
Das System ermöglicht realistische weltweite Verbindungen zwischen Funkamateuren sowie Radio-Enthusiasten. Im Allgemeinen ist es ähnlich wie bei anderen VoIP-Anwendungen (z. B. Skype), jedoch mit dem Zusatz von Eigenschaften, wie Kanalauswahl durch Tuning, Modulation, Geräuscheffekten und Kurzwellen-Ausbreitungssimulation.
Vor der Verwendung des Systems ist es notwendig, ein Amateurfunkrufzeichen zu validieren. Das HamSphere-System kontrolliert das vom Benutzer angegebene Rufzeichen auf verschiedenen Callbooks, bevor sein Rufzeichen der Liste der validierten Benutzer hinzugefügt wird.
Das System kann auch ohne überprüfte Amateurfunkgenehmigung benutzt werden und hat einen Rufzeichen-Generator, der ein inoffizielles HamSphere-Rufzeichen vergibt. Diesem Benutzer steht dann ein eingeschränktes Nutzungsrecht auf verschiedenen virtuellen Kurzwellenbändern zur Verfügung.
Die Software kann von PC-Nutzern auf der Basis von Microsoft Windows, Apple OS X oder Linux mit Java eingesetzt werden. Ebenfalls erhältlich sind Mobil-Editionen für iPhone, iPod touch, iPad und Android-Geräte. Die Software steht zum Download als kostenlose Testversion für 30 Tage zur Verfügung, danach ist jedoch ein Jahresabonnement, nachdem die kostenlose Testversion abgelaufen ist, erforderlich.